# الوطنية للتبريدات والتوريدات
الوطنية للتبريدات والتوريدات شركة مصرية، أنشئت في العام 2015 بغرض توفير طرق النقل المبرد للبضائع باستخدام أسطول من أحدث شاحنات الثلاجات المرسيدس والتي تغطي كل أنحاء الجمهورية المصرية، وهي تتبع جهاز مشروعات الخدمة الوطنية.